# Kluki (województwo łódzkie)
Kluki – wieś w Polsce położona w województwie łódzkim, w powiecie bełchatowskim, w gminie Kluki.
Wieś położona jest przy drodze krajowej nr 74.
Wieś arcybiskupstwa gnieźnieńskiego w powiecie piotrkowskim województwa sieradzkiego w końcu XVI wieku. W latach 1975–1998 miejscowość administracyjnie należała do województwa piotrkowskiego.
W 1943 Niemcy wprowadzili nazwę okupacyjną Klucksdorf.
Miejscowość jest siedzibą gminy Kluki i parafii pw. Najświętszej Maryi Panny Królowej Polski.
Odległość wsi od wielkomiejskich ośrodków przemysłowych i regionalnych ośrodków wzrostu wynosi: od Bełchatowa – 10 km, od Łodzi – 60 km, od Częstochowy – 75 km, od Warszawy – 170 km, od Wrocławia – 170 km.
 przez wieś biegnie Łódzka Magistrala Rowerowa N-S

## Historia i turystyka
Kluki to jedna z najstarszych osad na terenie województwa łódzkiego – zostały wspomniane po raz pierwszy w bulli gnieźnieńskiej z 1136 r. Należały wówczas do arcybiskupstwa gnieźnieńskiego. W XIX wieku istniały tu: folusz, wiatrak, młyn, smolarnia oraz huta szkła w osadzie Teofilów.
Na terenie wsi zachował się neoklasycystyczny zespół pałacowo-parkowy, wybudowany w latach 20. XX wieku, na gruntach dawnej gorzelni opactwa cystersów. Na zespół ten składają się: pałac wybudowany w latach 20. XX wieku, na murach dawnej gorzelni opactwa cystersów oraz park pałacowy.
Obok kościoła parafialnego znajduje się cmentarz wojenny z czasów drugiej wojny światowej. Spoczywają tu żołnierze 82., 83. i 84. Pułków Piechoty wchodzących w skład 30 Dywizji Piechoty Armii „Łódź” polegli w walce z hitlerowskim najeźdźcą w czasie wojny obronnej we wrześniu 1939 r.
Przy drodze do Parzna znajduje się stadnina koni, a dalej na północ w osadzie Grobla – gospodarstwo agroturystyczne z dużymi stawami rybnymi. W pobliskim lesie rósł Dąb Cygański (pomnik przyrody, spalony w 2012).